# G95
G95(ジー95)は、 フリーでポータブルなFortran 95コンパイラである。
G95は、Fortran 95をインプリメントしており、また、Fortran 2003 機能の一部と、古い機能並びに、Co-array FortranのようなFortran 2008で提案された新しい機能を含んでいる。
また、G95コンパイラが、-std=Fオプションで呼び出されると、F programming languageのサブセットとなる。
G95は、主にAndy Vaughtによって開発された。
2003年にG95からGNU Fortranコンパイラが枝分かれし、現在はGFortranとなっている。
Andy Vaughtは、G95の競争相手のコンパイラベンダーPathScale社に移籍した。。